# Clarke Montes
I Clarke Montes sono una struttura geologica sulla superficie di Caronte.